# Tenseur de Killing-Yano
Pour les articles homonymes, voir Killing et Yano.
En géométrie riemannienne, un tenseur de Killing-Yano est une généralisation du concept de vecteur de Killing à un tenseur de dimension supérieure. Ils ont été introduits en 1952 par Kentaro Yano. Un tenseur antisymétrique d'ordre p {\displaystyle f_{a_{1}a_{2}...a_{p}}} est dit de Killing-Yano lorsqu'il vérifie l'équation
{\displaystyle D_{b}f_{ca_{2}...a_{p}}+D_{c}f_{ba_{2}...a_{p}}=0\,}.
Cette équation diffère de la généralisation usuelle du concept de vecteur de Killing à des tenseurs d'ordre plus élevé, appelés tenseurs de Killing par ce que la dérivée covariante D est symétrisée avec un seul indice du tenseur et non la totalité de ceux-ci, comme c'est le cas pour les tenseurs de Killing.

## Tenseurs de Killing-Yano triviaux
Tout vecteur de Killing est un tenseur de Killing d'ordre 1 et un tenseur de Killing-Yano. 
Le tenseur complètement antisymétrique (dit de Levi-Civita) {\displaystyle \epsilon _{a_{1}a_{2}...a_{n}}}, où n est la dimension de la variété est un tenseur de Killing-Yano, sa dérivée covariante étant toujours nulle (voir Nullité de la dérivée covariante du tenseur dualiseur).

## Construction de tenseurs de Killing à partir de tenseurs de Killing-Yano
Il existe plusieurs façons de construire des tenseurs de Killing (symétriques) à partir de tenseurs de Killing-Yano.
Tout d'abord, deux tenseurs de Killing triviaux peuvent être obtenus à partir de tenseurs de Killing-Yano :
- À partir d'un tenseur de Killing-Yano d'ordre 1 {\displaystyle \xi _{a}}, on peut construire un tenseur de Killing {\displaystyle K_{ab}} d'ordre de 2 selon

{\displaystyle K_{ab}=\xi _{a}\xi _{b}}.
- À partir du tenseur complètement antisymétrique {\displaystyle \epsilon _{a_{1}a_{2}...a_{n}}}, on peut construire le tenseur de Killing trivial

{\displaystyle K_{ab}=\epsilon _{ba_{2}...a_{n}}\epsilon ^{a_{2}...a_{n}c}g_{ca}=-6g_{ab}}.
De façon plus intéressante, à partir de deux tenseurs de Killing-Yano d'ordre 2 {\displaystyle A_{ab}} et {\displaystyle B_{ab}}, on peut construire le tenseur de Killing d'ordre 2 {\displaystyle K_{ab}} selon
{\displaystyle K_{ab}=g^{cd}\left(A_{ac}B_{db}+B_{ac}A_{db}\right)}.
À partir d'un tenseur de Killing-Yano d'ordre n-1, {\displaystyle A_{a_{2}...a_{n}}}, on peut construire le vecteur associé au sens de Hodge (voir Dualité de Hodge), 
{\displaystyle A^{a}=\epsilon ^{aa_{2}...a_{n}}A_{a_{2}...a_{n}}}.
Du fait que le tenseur {\displaystyle A_{a_{2}...a_{n}}} est de Killing-Yano, le vecteur A n'est pas de Killing-Yano, mais obéit à l'équation
{\displaystyle D_{a}A_{b}={\frac {1}{n}}g_{ab}D_{c}A^{c}}.
Cette propriété permet de construit un tenseur de Killing {\displaystyle K_{ab}} à partir de deux tels vecteurs, défini par :
{\displaystyle K_{ab}=A_{a}B_{b}+A_{b}B_{a}-2A^{c}B_{c}g_{ab}}.
Toute combinaison linéraire de tenseurs de Killing-Yano est également un tenseur de Killing-Yano.

## Propriétés
Un certain nombre de propriétés des espaces-temps quadridimensionnels impliquant les tenseurs de Killing-Yano ont été exhibées par C. D. Collinson et H. Stephani dans le courant des années 1970,,.
- Si un espace-temps admet un tenseur de Killing-Yano non dégénéré, alors celui-ci peut s'écrire sous la forme

{\displaystyle A_{ab}=X(l_{a}k_{b}-k_{a}l_{b})+iY(m_{a}{\bar {m}}_{b}-{\bar {m}}_{a}m_{b})},
où k, l, m et {\displaystyle {\bar {m}}} forment une tétrade et les fonctions X et Y obéisent à un certain nombre d'équations différentielles. De plus, le tenseur de Killing-Yano obéit à la relation suivante avec le tenseur de Ricci, :
{\displaystyle R_{a}^{c}A_{cb}+R_{b}^{c}A_{ca}=0}.
- Les solutions aux équations d'Einstein dans le vide et de type D dans la classification de Petrov admettent un tenseur de Killing et un tenseur de Killing-Yano, tous deux d'ordre 2 et reliés par la formule donnée ci-dessus[3],[4].
- Si un espace-temps admet un tenseur de Killing-Yano d'ordre 2 dégénéré {\displaystyle A_{ab}}, alors celui-ci s'écrit sous la forme

{\displaystyle A_{ab}=k_{a}p_{b}-p_{a}k_{b}},
k étant un vecteur de Killing de genre lumière. Le tenseur de Weyl est dans ce cas de type N dans la classification de Petrov, et k est son vecteur propre non trivial. De plus, a possède la relation donnée ci-dessus avec le tenseur de Riemann,
- Si un espace-temps admet un tenseur de Killing-Yano d'ordre 3, alors soit le vecteur associé par dualité de Hodge est un vecteur de genre lumière constant, soit l'espace est conformément plat[2],[4].

## Référence
- (en) D. Kramer, Hans Stephani, Malcolm Mac Callum et E. Herlt, Exact solutions of Einstein’s field equations, Cambridge, Cambridge University Press, 1980, 428 p. (ISBN 0521230411), pages 349 à 352.

## Note
1. ↑  (en) Kentaro Yano, Annals of Mathematics, 55, 328 (1952).
2. 1 2 3  (en) C. D. Collinson, The existence of Killing tensors in empty spacetimes, Tensors, 28, 173 (1974).
3. 1 2 3  (en) C. D. Collinson, On the relationship between Killing tensors and Killing-Yano tensors, International Journal of Theoretical Physics, 15, 311 (1976).
4. 1 2 3 4 5  (en) H. Stephani, A note on Killing tensors, General Relativity and Gravitation, 9, 789 (1978).